# 第3回全日本フォークジャンボリー
第3回全日本フォークジャンボリーとは1971年8月7日から9日にかけて岐阜県恵那郡坂下町（現在の中津川市）にある椛の湖（はなのこ）の湖畔で開催された第3回の全日本フォークジャンボリー（中津川フォークジャンボリー）である。出演者60組（人）。観客約30,000人、約25,000人、2万数千人、20,000人超、18,000ー20,000人。
有名な吉田拓郎のサブステージでのパフォーマンス中にその渦中にいて、一緒に「人間なんて」を唱和したという牧村憲一は「1971年の音楽シーン最大の出来事で、一般に吉田拓郎が、フォーク＝岡林信康の時代に終止符を打ったフェスとして知られる。あるいは、メインステージの観客が主催者側と騒動を起こしたフェスとしても刻まれている。第3回全日本フォークジャンボリーは、時代の分かれ目を思いがけずに演出してしまった。別の角度から見れば、ここから日本のポップス、ロックの新たな1ページが始まった」など解説している。

## 概説
開催前の告知では1971年8月7日（土曜）午後1時から1971年8月9日（月曜）午前2時までの2Night3Days、3日間通しで入場券1,000円、「ここの名物は、強烈な紫外線とおいしい空気、デコイチにSexRock、そしてあふれる自由だ」などと発表されていた。メインステージとサブステージがあり、サブステージはさらにフォークとロックの二つに分かれ、さらに黒テントや、野外映画館（アングラ映画専門館）などもあり、面倒な構成となっていた。フォーク系の第1サブステージを拓郎をマネジメントする前の後藤由多加が10万円で、ロック系の第2サブステージを風都市が進行運営を任されていた。当時の状況からPAは極めて出力の低いもので、メインステージは収容何とか1,0000人くらい。第1サブステージ、第2サブステージが各100人程度だった。「フォークジャンボリー」と謳いながら、当時は一般的にロックのカテゴリーに入れられることの多かったはっぴいえんど、はちみつぱい、乱魔堂、カルメン・マキ、ブルース・クリエーション、ミッキー・カーチスらや、一般的にジャズのカテゴリーに入れられる日野皓正や安田南も出演し、ロックのサブステージに高田渡やなぎら健壱が出演するなど非常に曖昧で、メインとサブステージの分け方にも出演者の間で不満が募り、出演順を巡ってトラブルが繰り返された。ロックフェスに充分なノウハウがある時代ではなく、第3回を数えて膨張した観客を仕切れるスタッフなどいる筈もなく、もうコントロールも出来ない状況で、会場はカオスと化した。メインステージに立ったはしだのりひことクライマックスは「花嫁」が大ヒットしたばかりで、商業主義を批判する観客の格好の餌食となり、ビンは飛んでくるわ、ヤジられるわでとても演奏できる状況ではなく。途中で演奏を止めた。次にステージに立ったかまやつひろしは「怖かった。あんなに緊張したことはなかった」と述べている。北山修（きたやま おさむ）は「拓郎と岡林の両陣営に観客がわかれて、会場は殺気だった雰囲気となり、『帰れ』『帰れ』の怒号が飛び交う…。僕は観客としての参加でしたが、恐怖を感じましたね」などと述べている。

### 吉田拓郎「人間なんて」
この年初参加した吉田拓郎は「URCの連中より、自分の方が売れている。なぜ俺がサブステージなんだ」と関西系のURCのシンガーとぶつかり、東京対大阪、ELEC 対URCの様相を呈した。このコンサートの模様は2つのレコード会社によってレコーディングされ、会場内にテレビカメラが持ち込まれていたが、これに一部の客が"主催者側の姿勢に疑問あり"と騒ぎ始めた。2日目の夕方、数百人にも満たないサブステージで、広島フォーク村時代の仲間と組んだミニバンドをバックに演奏をはじめた拓郎は、商業主義の乱入に反発し盛んに観客を煽った。歌い始めた拓郎のPAにトラブルが発生したが、小室等と六文銭をステージに呼び、「メインに負けないぞ！」と一声発し、「人間なんて」をマイク無しで演奏を続行。何かに憑かれたように「人間なんて」を延々と歌う拓郎にもとに客が次第に集まり始め、200人ほどの収納スペースに1,000人ほどが押し寄せ、観客も今に言う「コール&レスポンス」で応え、観客を巻き込んでの歌声が広がっていき、その数はどんどん膨らんでいった。メインステージとサブステージを行ったり来たりしていた牧村憲一は「半日くらい『人間なんて』をやっていたのかな」という感覚だったという。「人間なんて」の単純な歌詞の繰り返しには呪詛的な要素もあるため、酒の酔いも手伝い、一種のトランス状態が現出。現場で目撃した牧村は「興奮状態の陥った拓郎はシャウトし、それはゴスペルのようでもあり、呪縛のように言葉を繰り出す姿はまるでボブ・ディラン。ショーとしてはジェームス・ブラウンのようでもあった」と評している。小熊一実は「『人間なんて』が一番ショックを受けた。これは、ロックではないか！と思った」などと評している。拓郎の声も出なくなってきたころ、観客は聴こえづらいとばかり前に行きたがり、前方にいた人が押されいつ事故が起こってもおかしくない状況に至り、収拾はもうつかない状況。拓郎も「ここはサブではなくて、こっちがメインステージだ！」とアジり、拓郎が「メインステージに行こう！」と叫んだ瞬間、歌いながらどうしたらこの状況を収めることが出来るが考えていた小室が、「もうここはおしまいにしよう」「メインに行こう！」と呼応し、劣悪な環境でイライラが募っている観客の一部が「オー！」と隊列を組んでメインステージに向かった。
これがコンサートの流会の直接のきっかけとする伝聞が、吉田拓郎が名声を得るに連れ、広がっていった。東谷護はフォークソングに関心にない人にとっても「『スターの時代』の代表格である吉田拓郎の実績を考えれば、こうしたエピソードが一人歩きするのは当然のことであろう」と論じている。但し、このサブステージでの出来事は夕方のことで、コンサートが流会するのは夜だった。なぎら健壱は「拓郎は受けてなく、殺してやると言っていた奴の方が多かった」などと話している。他に音楽舎からの依頼でサブステージの制作を10万円で請け負っていた後藤由多加が、客に酒を飲ませ回って煽動していたという話もある。後藤は、メインステージは音楽舎を中心とした関西系アーティストで、サブステージは東京のアーティストを連れて来てくれという依頼だったと記憶していると話している。またギャラ10万円ではとても運営できないため、中津川で手羽先屋を営んでいる知り合いに頼み、会場で手羽先を5本300円で売って、不足分を補ったという。

### コンサートの流会
幸いその時点で大きな騒ぎにはならなかったものの、運営側も観客も野外コンサートへの不慣れからくる不満が募った。この年のフォークジャンボリーは全てが過剰、出演者も観客も溢れ過ぎだった。これ程の規模のイベントにも関わらず、何とスタッフは30人。麓の町から食べ物は早くから無くなっていた。会場の椛の湖は人口湖で貯水池。雨が降って水かさが増し濁っていた。つまりここで裸になり、水浴びすることもできない。また開墾直後でもあり、露出した地肌の上に観衆が座り込んでいた。トイレも少なく、客もそこら辺で用を足していた。食事も不足し、前日の雨で赤土が汚くベタベタし、疲労、不眠、空腹に苛まれ、場の雰囲気は荒れていた。田舎の納涼大会と学園祭とフェスティバルが一緒になったような賑やかさで、祭りらしい雰囲気が溢れてはいたが、足の踏み場もないくらい犇き合い、仮眠をとりながら音楽を聞く若者の姿は、まるでダンケルクからの撤退を思わせ、「もう開かれることはないだろう」という予感に満ちていた。主催者代表の笠木透は「岡林君を糾弾する噂はあったようですが、直接私たちのところへの抗議などはなかった。ジャンボリーが始まってから早稲田大学の革マルの連中がデモをやったり、サブ・ステージで吉田拓郎と小室等が元気に暴れていて、私は山の上から『もっとやれ』と思っていたんですよ。ただ嫌だったのはテレビマンユニオンが撮影に来ていて、私たちは『どうぞ自由に撮影していって下さい』と言っていたのです。ところが会場にあるノボリに火を点けて、それを撮影したいという。『そんなことは出来ない』と断ると、サブ・ステージからデモ隊が出てきたときに火を点けて撮影したのです。私は『誰かが勝手に火を点けたのなら仕方ないが、そんなヤラセはするな』って抗議に行きました」などと述べている。
メインステージには怒声が飛び始め、一部の暴徒があちこちに火を付けようとしていた。20時過ぎに岡林信康と三上寛が出演することで観客に大受けして、一旦は騒ぎも落ち着いていたが、その後、日野皓正、安田南＋鈴木勲トリオというジャズの流れの中で「どうしてフォークジャンボリーなのに、フォークじゃない連中が出てるんだ」という不満の声が勃発。午後10時ころステージに上がった安田南のイントロが始まるや否や、観客が「やめろ」「帰れ」といった激しい野次を浴びせた。安田は歌を聴きにきている人たちのために、辛抱強くライブを続けようとしたのだが、そこへコカ・コーラのガラス空き瓶が投げ込まれた。時代から関係者は火炎瓶が投げ込まれたのかと思ったという。1曲目が終わってざわついている会場に向かって、安田が「文句あるんなら上がってらっしゃいよ」と言ったのをきっかけに、安田が「テメーッ！」と叫びながら客席に瓶を投げ返したという説もあるが、安田の演奏は中止され、ステージにベ平連系の若者を中心とした観客数十人が上がり込んで、安田からマイクを奪い取りステージを占拠した。若者は自分たちの主張を演説し始める事態となり、コンサートを続けようとする実行委員会側との討論会となり、ステージは暴徒化した観客に占拠された。スピーカーからほとばしる叫びは、湖面から山肌をも震わせる程であったといわれる、舞台を目がけて花火が打ち込まれ会場は騒然、夜明けまで占拠は続き、そのままコンサートも自然流会してしまった。若者たちの要求は「TBS（実際はテレビマンユニオン）、NHKに取材させるな」「音楽舎（高石事務所、後のURC）は手を引け」等。この年は3日間の開催予定だったが、2日目で中止になった。コンサート流会の最大の原因はフォークコンサートにジャズが出て来たことで、不毛な論議は明け方まで続いたという。

### 論調
当時のフォークコンサートでは、途中でこうした討論会に突入することが少なからずあった。ファンも含めたシーンが成熟した21世紀の今日では、出演順やステージ分けに少しの不満を感じたとしても、それを公演途中に観衆に問う、という絵は想像しにくいが、当時の音楽シーンには今の時代には無い若さ、青さがあったという言い方もできる。
安田の後にステージに立つ予定だったのははっぴいえんどで、その後、山下洋輔トリオやザ・ディランII、遠藤賢司もプログラムには掲載されていなかったが、隠し玉でスタンバイしていたという話もある。
はしだのりひこによると暴動を扇動したのはジャンボリーの数日前、広島の被爆者慰霊碑に当時の首相・佐藤栄作が献花に訪れた際、火炎瓶を投げつけて機動隊から逃れ中津川まで流れてきた人たちだという。
三橋一夫は「ステージ突っ込みのタイミングが謎」と論じており、ステージに上がった若者のうち、最初に議長役を務めた男は「岡林がこの場で出てきて発言しなければ、われわれは彼を見放すだろう」と言い切った。しかしそれならば、その夜の9時前後の岡林が歌っていた最中か最後に行うべきだった」。またジャンボリー粉砕が目的だったのなら、あと数時間で終わりという8日深夜から9日にかけて突っ込むより、初日の7日夜に行う方が当然だったのではないか」、ただ「聴衆があまりにノッテいたので見合わせた」と一部に伝えられていた。また一番の主張だった「TBS（実際はテレビマンユニオン）、NHKに取材させるな」「音楽舎（高石事務所、後のURC）は手を引け」だが、TBSは安田南が歌う前、日野皓正の演奏のときに撮影を終了しており、音楽舎プロデュースの出演者はあらかた出演を済ませていた。これらの事情から三橋は「火付け役の意図はジャンボリーの粉砕でもマスコミや商業資本の粉砕でもなく『オレは中津川でこういうことをしてやった』という手がら話を作るためだったのではないかと疑わざるをえない」などと論じている。
小室等は「キングレコードが手配してくれたバスに、六文銭の連中と乗り込んだのは6日の午後11時頃。バスの中は、高田渡夫妻、武蔵野タンポポ団の面々、山平和彦君、文化放送の田中秋男ディレクター、TBSラジオの加藤節夫ディレクター、白石冬美さん等の顔があった（中略）六文銭の恒彦にいわせると『あそこでは音楽を始め何ひとつなかったかも知れないが、にもかかわらずあれだけ人が集まったということだけでも評価に値する』となるが、人が沢山集まって戦争以外のことをするというのは大変難しいことではないか、と感じた」などと述べている。キングレコードのスタッフ用バスに同乗したのは、他にマイ・ペースらキング関係の出演者や音楽評論家・三橋一夫、『シンコー・ミュージック』の鈴木勝生と佐伯頼光カメラマン。
高田渡は「正直いって全日本フォークジャンボリーについては、もうウンザリしている。やたらマスコミ関係者は『日本のウッドストック…』なんどと言わんばかりに書き立て、喋りまくっている。どれを読んでも聞いてもいいかげんか、又は考えすぎばかりあの会場において（つまり2日目の晩の事件を指す）、やれ自由がない、ボク達のうたがない…などと騒ぎ立てメインステージで朝までしゃべりまくった（但しじゃべりまくっただけの事なのだが）一部の若者達の姿を今思い出すと、何とも心細い、さみしいものを感じてしまう」などと述べている。
武蔵野タンポポ団のメンバーとして参加した風太は「音楽会とか何とか労音とかボクは大嫌い。やってることのすべてが気に食わん。ちっとも人間らしさってヤツを感じるところがない。ウソとニセモノだけで満タンの全日本フォークジャンボリーにプレイヤーとして参加することができたことは素晴らしい体験でした」などと述べている。
加川良は「こんどの中津川かて、全体になにかを起こそうって気分はなかったみたいやね。逆につぶそうという空気が強かったみたいや。やるほうでも、なんかそういうお客さんにコビるいうか、肩持つ傾向があるやろ。お客さんは千円払うて、誰と誰が出て、それで文句があったら帰ったらええのや。なにかを起こそうという気が、やる方にも聞くほうにもないんやったら、日本ではウッドストックなんて絶対できっこあらへん（中略）いらいらしてさ、ステージが面白うなかったら椛の湖へでも飛び込んで自〇でもしたらええのや。そんなもんこっちに責任もあらへん。それを承知でわざわざあんな山の中に来とるんやろ。それで文句が出るいうのは、はじめからつぶそうと思うてるとしか思えへん」などと述べている。
山本コウタローは「中津川も1回目がうまくいったもんだから、その話を聞きつけた人たちがこんどワッと集まってきてものすごい数になっちゃった。もうあすこん中に入ったらなにも発散できないわけよ。発散できないもんだから、なにかほかのことでウップンを晴らそうとするんだな。ボクらたんぽぽ団のときでも、花火をバンバン飛ばしたりして、そうとう妨害があったからね（中略）だから日本でも、もし小林啓子がつまらないというなら寝てりゃいいんだ。良ちゃん（加川良）がジョニー・キャッシュ風にノってたら、手拍子でもなんでも打って、ガンガンやればいいと思うんだ」などと述べている。
なぎら健壱は「北から南から3万人（?）が集まった。このジャンボリーが成功したか失敗したかはともかく、何かを求めて集ったこの人達の数は大変な意義があったと思う。出演者、企画者に対しての不満が2日目の夜ついに爆発したのだが、それまでの観客はまったく素直であった（中略）それはともかくとしても舞台に乗って不満を叩き付けたことには感心できない。舞台をいったい何と思っているのだろう。あの舞台に乗って歌いたくとも歌えない、アマチュア・フォークの連中が何人もいるのだから他の場所でアッピールをして欲しかった」などと述べている。
村上律は「1，2、3回とだんだん膨れ上がるこのイベントが、フォークソングもちろんロック、ジャズ、その他色々な分野のモノをつめ込んで、素地がまだまだ充分でないのにどんどん膨れ上がり、亀裂が生じたように思えてならない…来年はもう中津川フォーク・ジャンボリーには、絶対に行かない事をみんなに呼びかけます」などと述べている。
金延幸子は「私は第一サブステージと黒テントにのみ出演しましたのでメインステージは全然見ていません。サブステージでは小じんまりとした音楽会が催されていました。中でも良かったのは1日目のはっぴいえんどでした。しかし2日目の後半に到っては主催者側にありありと受けを狙って客をのせる出演者に力を入れた姿勢が見受けられ、現に無名かつ有能なグループがメインで追い出され、サブに於いてもはみ出されるという一幕もありました」などと述べている。
五輪真弓は「トイレの不備もあるけど、観客の態度、心がまえなんかガマン出来ないんだナア。じっくり聞いてほしい。何か（事件が）あるかもしれないから集まったんじゃないなら。なんか一人のスターの陰謀クサイって感じするんだけど」等と述べている。五輪はまだデビュー前だったが、ミュージカル・ステーションの秘蔵っ子として出演。石川鷹彦がサイドギターを務めた。
中川イサトは「あれだけの出演者にあれだけの観客が集まったのだから、うまくやるのはそりゃ難しい事ですわ。ステージも黒テントを含めて4つもあるんだから。まるで音の洪水でおましたな。そのまま演奏が中止になったという事ですが、それは起こるべくして起こった事態の様な気がします」などと述べている。
岡本おさみは「椛の湖での深夜3時頃。『何だかやたら人が多いねえ。司会してると人間ばかりだ』と山本コータローが隣の高田渡に話しかけ、少し酔った渡が頷き『岡林なんて歌えば歌うほど、年々聞く年齢が下がるだろう…来年は幼稚園だ』などとのたまう。どうしたんだろう高田渡はURCのファースト・アルバムのジャケットでは『最愛なる岡林信康』などと挨拶していたのに。その後色々、裸族どもに尋ねてみると高田渡のステージのとき花火を上げる馬鹿がいて、ボーンと上がれば、歌そっちのけで『ウァー』。今年は花火族がやたら多くて花火大会と勘ちがいするほど。三里塚でも天×峰でもふとどき者が花火上げてたという（中略）加川良だけは俺の信じられる奴。以前話したときに『ぼくはですね髪の長いヒッ×ースタイルって奴嫌いなんです。何も創らんでしょ。岡本さん、ぼくら闘いましょうよね』。しかし加川は慰安吹き荒れる気配を悟って逃亡しちまったらしい（中略）翌日の昼のステージでは、なんと驚くなかれ、本田路津子に拍手が起こり、彼女がサインぜめになった。『ああこれは海水浴だ、臨海学校だ」とぼくはわめき散らし、すっかり白けた。さらに特筆すべきはシュリークスが『夏の想い出』を歌ったら合唱になっちまった。『日々を慰安が吹き荒れる』ふらりふらりと山麗のサブ・ステージに向うと拓郎と六文銭が大あばれしていたのである。『人間なんてララララ』拓郎と小室はべろべろに酔ってるらしい…」などとジャンボリーの思い出を述べている。 
ザ・ディランIIの大塚まさじは「主催者とか、プロモーターとかが、どんな意図で、どんな目的で、どんな予算で中津川を作ったかなどと言うことは、僕の知る所ではない。僕は一参加者として、2日間、食料、水、etcなど伴わない設備の、岐阜の片田舎の場所まで行って無駄な時間を過ごしただけのように思えてならない。本当の祭ってあんなものじゃない。もっと暖かいものだと思うんだ。平和とか連帯とかオ××コとか、へんに、こぎつけだけの嘘っぱちな、薄っぺらいものにしか感じられなかった。3日間（実際は2日）1000円で自由と歌を求めて、大きく胸をふくらませてやって来た君。君はいったい中津川で何を見、何を感じたんだい? 安っぽい自由を売りつけるやつには、くれぐれも気をつけた方がいい」などと述べている。
はちみつぱいは「あの灼熱地獄のような所に何をしに行き、何をしてきたのか思い出せないんです。人が多すぎるんですよ。人が多くても、ちっとも楽しくないんです。人が一人死にました。椛の湖×人事件ですよ。犯人は誰でしょうネ。夜になるとコン×ームおじさんが、暗躍し、大変物騒になってまいりました」などと述べている。
吉田拓郎は「面白かったよ。もう二度といく気がしないくらいにね。来年? 酒さえありゃいくだろう」「中津川と申す所で何がなんだかわからなくなるお祭りがありました。僕は"お祭り"であることを信じていたのです。せめて3日間は、いつもより自由に歌ったり、踊ったり、飲んだりできるんだろうと思っていたんです。それが初日から不自由で不自由で…。その上、演奏者もいわゆるお客さん（お客さんで終わって残念！）も、どうもオドオドしていて…いったいどうしてでしょうね。2日目、僕は六文銭の連中と2時間近くサブ・ステージで楽しみましたよ。人はこれを悪のりと呼び、それがある何かに対してアンチであった…とかいう風聞。いいえそれは違いますよ、悪のりではないのです。僕はそれをやるために、楽しい気分になれることを期待して、中津川まで行ったのです。他人はどうであれ、僕は『せっかく来たのに…せっかくせっかく』という気持ちでいっぱい。それで、歌い踊り叫んだのですよ。何とかして、僕だけの思った気分を味わおうと（中略）『人間なんてラララ…』だけを1時間近く歌うなんて、みなどうかしてるよね。でも楽しかった。ホントに楽しかったよ…」などと述べている。吉田拓郎はこの後、8月11日から13日まで東京渋谷の小劇場・渋谷ジァン・ジァンで3日間連続リサイタルを行い、3日目に六文銭をゲストに迎えて、ジァン・ジァンの客席を取っ払い、再び「人間なんて」をパフォーマンスし、観客を扇動した。リサイタルの模様は『たくろうオン・ステージ第二集』に収録。
岡林信康は「人間は進化した×ルや。もっと大らかに自然社会の中で生きようやないかと思っています。いまコミューンみたいなものを計画中なんや。2組ぐらいの男と女が自然の中で共同生活する。もちろん自給自足ですな（中略）8月下旬から2ヵ月ぐらいの予定でアメリカに行って、スナイダーっていうヒッ×ー×落でいろいろ吸収して来るんや」などと述べている。
演奏された約500曲を録音したと話すキングレコードの三浦光紀は「昨年、今年とオンボロ車に機械を積んで現地録音に参加した理由は、レコードの素材として非常に興味深いから。たとえば、1日ないし3日の間、自分の思い通りには何一つならない不便な自然の中に放り出された若者達が、次第に自分のエゴをむき出しにしてくる状況の中で歌う側がそれにどう対応するのか、スタジオ等では絶対とらえることが出来ない裸のさまが録音出来るのではないか、このジャンボリーから何か新しい歌い手が出て来るのでは、などの興味です。またジャンボリーの主催者である笠木氏、安保氏をはじめとする実行委員会の人達の心意気、中津川などという聞いたこともないような所で、しかも何とか企画とかエージェンシーではなく、名もない一地方の人々とそれに共鳴する歌の好きな人達が中心になって自分達がやりたいコンサートを自分達の手でやろうとするその姿勢に感心したからです。こんなコンサートが全国に広がったら楽しいし又広がらなければいけないと思います」などと述べている。
このコンサートの主催者を代表していた笠木透は、コンサート終了直後（6日後と見られる）の『新譜ジャーナル』で「一度でいいから、地方から都会（東京）へ逆流しないものかと、ハカナイ望みを高くかかげ、フォーク・ジャンボリーをはじめて、はや3年。はじめたころの、簡単で自然のままの村祭りみたいなカッコウが、2年、3年とつづけるにつれて、だんだん消えていき、今年はなんとまあものすごい人だったこと、街がそのまま引越して来たようなアンバイとあいなって、あのバカラシイほどのデカサには、もうヘキヘキ致しました。『戦争とジャンボリーだけはイヤ』などと実行委員の若い連中が言っておるのであります。とは言うものの、ぼくら半年にわたる準備と、最後にはつるしあげまでくらった、めしを食うヒマもなかったあの3日間、終わってから紙クズと空カンの山をかたづけるのにフウフウ言っているこの5、6日を通して、だれ一人としてダウンせず、『いそがしかったけどオモシロかった』と言っておるのも、事実なのであります。ぼくら日頃より、あんまり、つきつめて、モノを考えないタチの人間だから、あんな状況で『フォーク・ソングとは何か』『ジャンボリーの目的は』などと追求されるとただただ、オロオロとヘドモドと言いたいこともうまく表現出来ず、まことに困ったのであります（中略）あの激しかったわりには、実りのない、かみ合わない論争、それによって出来なくなってしまったメイン・ステージ（一部の雑誌でフォーク・ジャンボリーが中止になったと言った表現がされましたが、それはウソであります。サブでは、ミッキー・カーチスやハッピーエンド（はっぴいえんど）、アマチュア、黒テントでは三バカトリオ（高田渡、加川良、岩井宏）らが歌っておったのだし、映画も上映していたのであります）それさえなければぼくら、最後に歌をうたうはずだったのであります（中略）とにもかくにも、無力なぼくらが誰にもたよらずよくも3回も出来たんだという満足感が残るだろうと思います。ほんとうにいろいろありがとうございました。またお会いできる日を…。」などと書いている。笠木は「元々はこの第3回公演を最後に終了する予定にしていた」が、上記の押し問答により、途中打ち切りというあっけない結末になったとされている。牧村憲一は、笠木から「もう自分たちが制御できないくらい大きなコンサートになってしまった」と聞いたという。1,000円という入場料でまかなうことも限界で、第3回でも売り上げは2,000万円くらいで、これだけの出演者を揃えてコンサートを運営するのは経済的にもきつかったと思う、などと論じている。笠木は我夢土下座のメンバーとしてステージに上がっている。
笠木は25年後の『アコースティック・ギター・ブック』でのインタビューで、素人が運営できる規模を超えて、手に負えない規模になった、それで3回やって借金を返したら終わりにしようと決めていた、などと述べている
。
当日のメインステージ進行補佐だった上條俊一郎は「商業主義と言われてしまったけれど、第3回目にしてやっと少し利益が残ったと聞いています。でも、その利益は、亡くなった高校生にお見舞金として渡ったんです。あの占拠事件がなくても、第4回目以降があったかどうかは定かではないと思いますね」と述べている。会場に隣接する椛の湖で高校生がドラム缶で作った船から転落し、湖で溺死するという事件が起きていた。
『新譜ジャーナル』は「あまりにも早いテンポで進み過ぎたフォークが、何か得体の知れない化け物と化し、いろんな不備な点を修理し直して出直さなければいけない気がした」などと総括している。
この第3回は、当時のマスメディアにも大きく取り上げられ、流会した翌日1971年8月9日の『朝日新聞』岐阜版朝刊3面では写真入りで好意的に開催を紹介し、ステージ占拠については一切記述されず。『岐阜日日新聞』1971年8月10日付では「若者去って苦情残る」という見出しで、マイナス面を押し出した記事が掲載された。また『新譜ジャーナル』1971年10月号（pp.212–216）などの音楽誌、『毎日グラフ』1971年9月5日号（pp.64–72）などのグラフ誌、『週刊明星』1971年8月22日号（p.7,26,81–88）、『セブンティーン1971年8月31日号（p.48–52）、『朝日ジャーナル』1971年8月20,27日号（pp.9–17）などの雑誌にもレポート記事が掲載されている。この第3回が全日本フォークジャンボリーのイメージや描かれ方を決定的なものにした。この第3回がなければ、また前述したようなトピックがなければ、単なる流行現象の一つで終わり、全日本フォークジャンボリーは後々まで語る継がれることもなかっただろうといわれる。東谷護は「『スターが岡林信康から吉田拓郎に変わった』『政治の季節の終焉の象徴』は、この第3回が70年安保、学生運動の終焉と時期が近いこと、「模索の時代」から「スターの時代」へと移行したことと重なることにより、一過性の流行現象ではなく、戦後日本の文化史の文脈にも位置付けられた」と論じている。

## 後の音楽史への影響
暴徒化した観客が岡林信康を目がけて殺到したが、岡林は会場に残るつもりでいた。しかしスタッフが説得し岡林を帰したため、拓郎との主役交代をより印象付ける結果となった。拓郎はこの年11月に出したアルバム 『人間なんて』から翌1972年1月21日にリリースしたシングル「結婚しようよ」が爆発的に大ヒットし、以降、"フォークの旗手"として新しい時代を切り拓いていく。また『人間なんて』のレコーディングに参加した加藤和彦、木田高介、遠藤賢司、松任谷正隆、林立夫、小原礼らが、この後日本のロックとJ-POPの礎を築いてゆく。
ミッキー吉野は「フォークとロックの大まかな分岐点ともなった、重要なイベントだった」、難波弘之は「拓郎さんがフォークジャンボリーで英雄視されたことを境にフォークが隆盛し、ロックが沈静化していったともいえると思う」などと論じている。また写真家・井出情児も「日本の音楽シーンがフォークからロックに変わった瞬間だった」と述べている。
16歳のとき、島根から鈍行列車に乗って参戦した佐野史郎は、会場設営などを手伝いながら、サブステージでの拓郎とはっぴいえんどを最前列で観戦したという。佐野は「この年はやっぱり拓郎さん！すごかったよ！ほんと！」「ここから変わり始めましたね。凄いレベルの高いアルバムがリアルタイムでガンガン出てくるようになり、時代が変わった」などと解説している。

## ライブ盤
第3回の実況録音盤は1971年に6枚リリースされている。当然、全曲収録した盤はなく、全てピックアップ盤で、キングから二枚組が一種類、ビクターが二枚組が二種類、フィリップスが一枚、URCから一枚。全曲音源を収録したと話すキングレコードの三浦光紀は「全部で500曲」と話しており、キングの二枚組は「出演順に自身で24曲を選んだ。時期を見て追加のレコードを出したい」等と話している。

## 映像
コンサートの模様は、直前に行われた「箱根アフロディーテ」からの流れでテレビマンユニオンが45分のフィルムに収め保管しているといわれるが、佐野史郎が依頼をしてテレビマンユニオンで探したが、見つからなかったという。

## エピソード
- サブステージでの高田渡の「自転車にのって」歌唱の際、サイドギター担当の加川良に向かって、客席にいた吉田拓郎がウイスキーをラッパ飲みしながら「加川良、しっかりギター弾けよ、お前」などとしつこく野次るので、高田がステージの上から「よしだたくろう、少しうるせーぞ！」「よしだたくろう、いつか殺してやる」と言い返す[出典 49]。拓郎の出番はこのすぐ後で、ふらつく足でステージに立ち、前述のパフォーマンスを行う[22]。
- 当時なぎら健壱は、列車で新宿から中津川に向かったが、列車の移動だけで9時間もかかった。そこから会場までは、さらにバスで30分。国鉄（現JR）は、観客の多さに臨時列車まで出して対応した[72]。
- 三上寛は当時無名で、1971年のお正月明けくらいに、『週刊明星』の方が1枚のレコード（『三上寛の世界』）を持って「とにかくすごいのがいるんだけど、唄う場所がない」と音楽舎を訪ねてきて、そのアルバムを聴いてびっくりした[14]。前年の1970年フォークジャンボリーに加川良が飛び入りしたり、遠藤賢司も出て大受けした経験から、三上寛についての情報は伏せておこうとなり、実際にメインステージでの1曲目「夢は夜ひらく」がすごくウケたので、これはいけるとなったという[14]
- 浅川マキのプロデューサーだった寺本幸司は、浅川を連れて中津川を訪れ[31]、サブステージの拓郎のパフォーマンスを観戦[31]。「人間なんて」を1時間以上歌い続ける圧倒的な存在感に「この男は時代を塗り替える表現者だ」と感じた[31]。浅川も同様で拓郎の話ばかりし[31]、「拓郎とジョイントコンサートをやりたい」と言うため、寺本はまだ早稲田大学の学生だった後藤由多加を介して[31]、これを実現させ、浅川は"フォークの寵児"とのジョイントで知名度を各段に上げた[31]。

## 出演表
『「風に吹かれた神々」鈴木勝生著、1987年、シンコー・ミュージック』内の「フォークリポート1971年秋の号」より
※　この出演表には、2日目の安田南の欄に、「ステージ占拠事件が起きる」とある。
| 日付   | 時間 | メインステージ                                              | ロック・サブ                        | フォーク・サブ                              |
| ------ | ---- | ----------------------------------------------------------- | ----------------------------------- | ------------------------------------------- |
| 8月7日 | 14   |                                                             | 乱魔堂 野沢享司                     | アマチュア                                  |
| 8月7日 | 15   | （リハーサル） 長野隆 斉藤哲夫 ガロ 六文銭 はちみつぱいなど | なぎらけんいち 岡林信康・黒田征太郎 |                                             |
| 8月7日 | 16   | トン・フー子                                                | 加川良 岩井宏                       |                                             |
| 8月7日 | 17   | DEW 小野和子                                                | 金延幸子 友部正人 アマチュア        |                                             |
| 8月7日 | 18   | クライマックス 五輪真弓                                     | （友川かずき） 遠藤賢司             |                                             |
| 8月7日 | 19   | ガロ 武蔵野タンポポ団                                       | はっぴいえんど                      |                                             |
| 8月7日 | 20   | ミッキー・カーチス 加川良                                   |                                     |                                             |
| 8月7日 | 21   | 長谷川きよし 浅川マキ                                       |                                     |                                             |
| 8月7日 | 22   | ブルース・クリエイション カルメン・マキ                     | DEW                                 |                                             |
| 8月7日 | 23   | かまやつひろし シティ・ライツ 三上寛                        | ブルース・クリエイション            |                                             |
| 8月7日 | 24   | 小林啓子 御陣乗太鼓 デキシーキングス                        |                                     |                                             |
| 8月7日 | 25   | 吉田拓郎 六文銭 岡林信康                                    | カルメン・マキ ザ・サード           |                                             |
| 8月8日 | 12   |                                                             |                                     | 山本コウタロー 長野隆 のこいのこ            |
| 8月8日 | 13   |                                                             |                                     | 斉藤哲夫 あがた森魚 小野和子                |
| 8月8日 | 14   |                                                             | ディランⅡ 村上律 ぼく               | 野沢享司 山本コウタロー 長野隆 山平和彦     |
| 8月8日 | 15   |                                                             | 中川イサト                          | アマチュア シュリークス 万華鏡              |
| 8月8日 | 16   | ホームタナーズ はしだのりひこと 中村洋子 友部正人           | 品川寿男 シバ                       | 都会の村人 シティ・ライツ 本田路津子 麻田浩 |
| 8月8日 | 17   | 本田路津子 麻田浩                                           | 高田渡                              | 五輪真弓 岩井宏 岩井宏・高田渡・加川良      |
| 8月8日 | 18   | 斉藤哲夫 シティ・ライツ シュリークス トン・フー子           | 岩井宏 友部正人 武蔵野タンポポ団    | 六文銭・吉田拓郎                            |
| 8月8日 | 19   | 加川良 中川五郎 都会の村人 クライマックス                   |                                     |                                             |
| 8月8日 | 20   | 岡林信康 三上寛                                             | 万華鏡 なぎらけんいち               |                                             |
| 8月8日 | 21   | 日野皓正クインテット                                        | あがた森魚                          |                                             |
| 8月8日 | 22   | 安田南                                                      | 斉藤哲夫                            |                                             |
| 8月8日 | 23   |                                                             | はちみつぱい                        |                                             |
| 8月8日 | 24   |                                                             | ミッキー・カーチス 乱魔堂           |                                             |

## 出演者
- あがた森魚
- 浅川マキ
- 五輪真弓
- 岩井宏
- 遠藤賢司
- 小野和子
- 岡林信康
- 加川良
- 金延幸子
- かまやつひろし
- カルメン・マキ
- ガロ
- はしだのりひことクライマックス
- 斉藤哲夫
- ザ・サード
- ザ・ディランII
- シティ・ライツ
- シバ
- シュリークス
- 高田渡
- Dew
- 友川かずき
- 友部正人
- 都会の村人
- トン・フー子（五つの赤い風船の東祥高と藤原秀子）-　リーダーの西岡たかしは、加藤和彦らとアメリカに行っており、この二人での参加となった[73]。
- 中川イサト
- 中川五郎
- なぎら健壱
- のこいのこ
- 野沢享司
- 長谷川きよし
- はちみつぱい（鈴木慶一、鈴木博文、本多信介、渡辺勝）
- はっぴいえんど
- 日野皓正クインテット
- ブルース・クリエーション
- ぼく
- 本田路津子
- 三上寛
- ミッキー・カーチス
- 武蔵野タンポポ団
- 安田南
- 山平和彦
- 山本コウタロー
- 吉田拓郎
- 乱魔堂
- 六文銭
- その他

## 参加ミュージシャン
- 石川鷹彦 - 五輪真弓と共演
- 今田勝クインテット - 長谷川きよしと共演
- 小原礼 - ガロと共演
- 高中正義 - 岡林信康と共演
- 高橋幸宏 - ガロと共演
- 戸叶京助 - 岡林信康と共演
- 柳田ヒロ - 岡林信康と共演